# Казачковський Олег Дмитрович
Олег Дмитрович Казачковський (нар. 3 листопада 1915, Катеринослав — 10 січня 2014, Обнінськ) — радянський і російський фізик, організатор науки, мемуарист. Учасник Другої світової війни, офіцер артилерійської розвідки. Заслужений діяч науки і техніки РРФСР. Лауреат Ленінської премії (1960, за наукові дослідження з фізики ядерних реакторів на швидких нейтронах). Директор Науково-дослідного інституту атомних реакторів (Димитровград) в 1964—1973 роках, директор Фізико-енергетичного інституту (Обнінськ) в 1973—1987 роках. Почесний громадянин міста Обнінська (2005)

## Біографія
Олег Дмитрович Казачковський, народився 3 жовтня 1915 в Катеринославі в родині бухгалтера, середнім з трьох дітей.
Після закінчення школи ФЗН, де був старостою курсу, працював на Дніпропетровському військовому заводі ім. Ворошилова, потім вступив до Дніпропетровського державного університету. Займався спортом, танцями, грою на фортепіано.
Основним науковим керівником Казачковского в університеті був Віталій Іванович Данилов, фахівець в області кристалізації переохолоджених рідини, другим науковим керівником — Олександр Соломонович Компанієць, один з учнів Лева Давидовича Ландау.
Навесні 1941 року проходив військові збори в Молдові, де 22 червня його застала Друга світова війна. Під час війни був начальником артилерійської розвідки спочатку дивізіону, потім полку.
Закінчив війну майором, помічником начальника штабу полку. Нагороджений орденами Червоної Зірки (1943 р), Вітчизняної війни I і II ступеня (1944 р). Демобілізований з армії в лютому 1946 р.
В квітні 1946 року був прийнятий на роботу в теплофізичну лабораторію АН СРСР (нині ІТФ). У 1948 р Олега Дмитровича запрошують на роботу в Фізико-енергетичний інститут, де він пропрацював до 1964 р 1962—1964 рр. займав посаду заступника директора інституту.
В 1964 Казачковського призначають директором НДІАР — Науково-дослідного інституту атомних реакторів в Димитровграді (Мелікесе).
Основні роботи Олега Дмитровича відносяться до ядерної фізики та атомної енергетики. Його ім'я широко відоме в науковому світі в нашій країні і за кордоном як заступника наукового керівника проблеми швидких реакторів А. І. Лейпунського. Згодом Олег Дмитрович очолив цей напрямок.
За безпосередньої участі і керівництві Олега Дмитровича були пущені перші експериментальні швидкі реактори БР-1. БР-2,БР-5, великий фізичний стенд БФС.
Він був науковим керівником пусків першого в світі імпульсного реактора ІБР-1, реактора БОР-60, учасником створення енергетичних реакторів БН-350, БТ-600.

## Нагороди
- Орден Червоної Зірки (1943)
- Орден Вітчизняної війни I ступеня (1985)
- Орден Вітчизняної війни II ступеня (1944)
- Орден Леніна (1964)
- Орден Жовтневої Революції (1971)
- Орден Дружби народів (1981)
- Орден «Знак Пошани» (1962)
- Орден «За заслуги перед Вітчизною» IV ступеня (2000)
- Ленінська премія (1960, за наукові дослідження з фізики ядерних реакторів на швидких нейтронах)
- Медаль «За особливі заслуги перед Калузької областю» (2005)
- Пам'ятна медаль М. В. Тимофєєва-Ресовського (2005)

### Наукова література
- Казачковский О. Д. Реакторы на быстрых нейтронах: Научно-технические мемуары. — Обнинск : ИАТЭ, 1995. — 135 с.
- Казачковский О. Д. Основы рациональной теории стоимости. — М. : Энергоатомиздат, 2000. — 80 с. — ISBN 5-283-04862-4.
- Казачковский О. Д. Пути итерационного решения сложных систем уравнений : уч. пособ. для студ. спец. 010501 — «Прикладная математика». — Обнинск : ИАТЭ, 2009. — 32 с.

### Мемуари
- Казачковский О. Д. Физик на войне : мемуары. — М. : Энергоатомиздат, 1999. — 112 с. — ISBN 5-283-05014-9.
- Казачковский О. Д. Физик на службе атома. — М. : Энергоатомиздат, 2002. — 144 с. — ISBN 5-283-03206-X.
- Казачковский О. Д. Физик в жизни нашей. — Обнинск : ИАТЭ, 2005. — 115 с.
- Казачковский О. Д. Записки физика о войне и мире. — Обнинск : НЦ РФ-ФЭИ, 2010. — 494 с. — ISBN 978-5-9901168-3-2.